# Sarandski distrikt
Sarandski distrikt (albanski: Rrethi i Sarandës) je jedan od 36 distrikata u Albaniji, dio Valonskog okruga. Po procjeni iz 2004. ima oko 40.200 stanovnika, a pokriva područje od 730 km². 
Nalazi se na krajnjem jugu države, a sjedište mu je grad Sarandë. Distrikt se sastoji od sljedećih općina:
- Aliko
- Dhivër
- Konispol
- Ksamil
- Livadhja
- Lukovë
- Markat
- Sarandë
- Xarrë